# زمین‌لرزه ۱۹۲۶ اندونزی
زمین‌لرزه اندونزی  در تاریخ ۲۸ ژوئن ۱۹۲۶ میلادی، برابر با ‎۶ تیر ۱۳۰۵، ساعت ۳:۲۳:۳۰ به زمان یوتی‌سی در اندونزی رخ داد. ژرفای این زلزله ۳۵ کیلومتر بود. بزرگی آن ۶٫۸ در مقیاس ریشتر اعلام شده‌است. زمین‌لرزه به وقت محلی در روز دوشنبه، ساعت ۱۰ روی داده و منطقه زمانی آن یوتی‌سی +۷ بوده‌است.
شمار کشتگان زلزله حدود ۲۲۲ نفر بوده‌است.